# Фиче
Фиче — город в зоне Северная Шоа региона Оромия, Эфиопия. Население на 2007 год — 27 493 человек.

## История
В 1941 году Уильям Эдвард Дэвид Аллен проезжал через Фиче и описывал его, как имеющий «обычный характер абиссинских провинциальных городов: скопление хижин, стоящих в довольно унылых эвкалиптовых рощах, над которыми возвышается форт и европейская вилла Раса». Он также отметил, что «Фиче имеет определённое стратегическое значение в феодальной политике Абиссинии, так как он лежит поперёк основной линии сообщения между столицей и Годжамом; и в период государственного переворота в 20-х годах сеньор Салале был всегда в состоянии внезапно вмешаться в столицу всего в 70 милях от нас».
В 1958 году Фиче был одним из 27 мест в Эфиопии, официально признанных посёлком первого класса. В феврале 2009 года муниципалитет объявил, что начал различные работы по развитию на общую сумму 5,6 миллиона быров, которые включали строительство переулков, канав, скотобойни, а также расширение услуг водоснабжения, здравоохранения и электроснабжения.

## Демография
По данным национальной переписи 2007 года, общая численность населения Фиче составляла 27 493 человека.
По данным Центрального статистического агентства за 2005 год, в городе проживало 37 861 человек. По данным переписи 1994 года, в городе проживало 21 187 человек.